# Орси, Роберто
Роберто Гастон Орси (исп. Roberto Gaston Orci; 20 июля 1973, Мехико — 25 февраля 2025, Лос-Анджелес, Калифорния) — американо-мексиканский сценарист и продюсер фильмов и сериалов.

## Биография
Орси родился в Мехико, его отец — мексиканец, а мать — кубинка. Его мать покинула Кубу после того, как Фидель Кастро пришёл к власти. Он приходится старшим братом сценаристу-продюсеру Дж. Р. Орси. Рос в Канаде, Техасе и Лос-Анджелесе, где познакомился со своим будущим другом и соавтором сценариев Алексом Куртцманом. Учился в Техасском университете в Остине. Был женат на сценаристке и продюсере Мелиссе Блейк.
Роберто Гастон Орси умер от болезни почек, в своём доме, в городе Лос-Анджелесе, штат Калифорния, 25 февраля 2025 года, в возрасте 51 года.

## Карьера
Орси работал над такими фильмами, как «Звёздный путь», «Легенда Зорро», «Миссия невыполнима 3», «Трансформеры» и «Ковбои против пришельцев». Он является одним из создателей, вместе с Алексом Куртцманом и Дж. Дж. Абрамсом, научно-фантастического сериала «Грань» и являлся консультирующим продюсером сериала.
В 2007 году The Hollywood Reporter включил его в список 50 самых влиятельных латиноамериканцев в Голливуде.
Орси был приглашён как специальный гость на San Diego Comic-Con International 2010 года.

## Фильмография
- 2005 — Остров / The Island (сценарист)
- 2005 — Легенда Зорро / The Legend of Zorro (сценарист)
- 2006 — Миссия невыполнима 3 / Mission: Impossible III (сценарист)
- 2007 — Трансформеры / Transformers (сценарист)
- 2008 — На крючке / Eagle Eye (продюсер)
- 2009 — Звёздный путь / Star Trek (сценарист, исполнительный продюсер)
- 2009 — Трансформеры: Месть падших / Transformers: Revenge of the Fallen (сценарист)
- 2009 — Предложение / The Proposal (исполнительный продюсер)
- 2011 — Ковбои против пришельцев / Cowboys & Aliens (сценарист, продюсер)
- 2012 — Люди как мы / People Like Us (сценарист, продюсер)
- 2013 — Стартрек: Возмездие / Star Trek Into Darkness (сценарист, продюсер)
- 2013 — Иллюзия обмана / Now You See Me (продюсер)
- 2013 — Игра Эндера / Ender’s Game (продюсер)
- 2014 — Новый Человек-паук. Высокое напряжение / The Amazing Spider-Man 2 (сценарист, исполнительный продюсер)
- 2016 — Иллюзия обмана 2 / Now You See Me 2 (продюсер)
- 2016 — Стартрек: Бесконечность / Star Trek Beyond (продюсер)
- 2017 — Мумия / The Mummy (продюсер)

## Телесериалы
- 1997—1999 — Удивительные странствия Геракла / Hercules: The Legendary Journeys (сценарист, соисполнительный продюсер)
- 1999—2000 — Зена — королева воинов / Xena: Warrior Princess (сценарист, соисполнительный продюсер)
- 2000 — Мастер на все руки / Jack of All Trades (сценарист, исполнительный продюсер)
- 2001—2006 — Шпионка / Alias (сценарист, исполнительный продюсер)
- 2004 — Тайная служба / The Secret Service (сосоздатель, сценарист, исполнительный продюсер) (пилотная серия)
- 2008—2013 — Грань / Fringe (сосоздатель, сценарист, исполнительный продюсер)
- 2010—2013 — Трансформеры: Прайм / Transformers: Prime (исполнительный продюсер)
- 2010—2016 — Гавайи 5.0 / Hawaii Five-0 (сценарист, исполнительный продюсер)
- 2011 — Замок и ключ / Locke & Key (сосоздатель, сценарист, исполнительный продюсер) (пилотная серия)
- 2011 — Стратегия выхода / Exit Strategy (сосоздатель, сценарист, исполнительный продюсер) (пилотная серия)
- 2013—2015 — Сонная лощина / Sleepy Hollow (сосоздатель, сценарист, исполнительный продюсер)
- 2014 — Матадор / Matador (сосоздатель, исполнительный продюсер)
- 2014—2016 — Скорпион / Scorpion (исполнительный продюсер)
- 2015—2016 — Области тьмы / Limitless (исполнительный продюсер)